# Szlak Dworek-Rozdroże pod Ostrzycą
 Szlak Dworek – Rozdroże pod Ostrzycą – znakowany szlak turystyczny z Dworka do podnóża Ostrzycy Proboszczowickiej o długości 12,4 km (12,3 km według PTTK). Szlak przebiega przez Pogórze Kaczawskie województwa Dolnośląskiego; oznaczony jest kolorem czerwonym. Na trasie szlaku znajdują się między innymi Ule Figuralne w Dworku czy Ruiny Kościoła św. Piotra i Pawła w Sobocie.

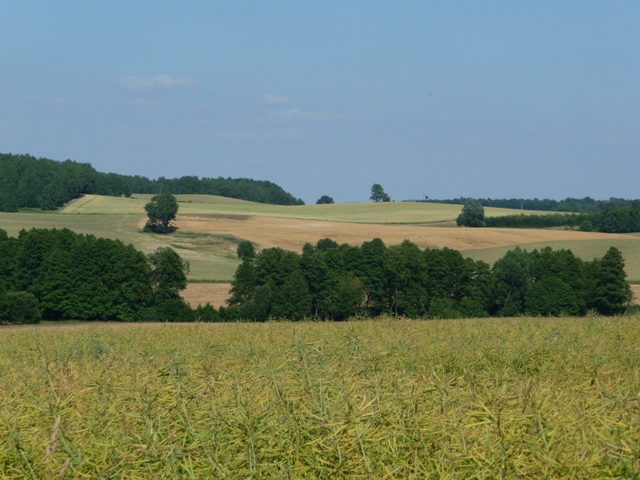
Wieś Sobota - droga do Pieszkowa

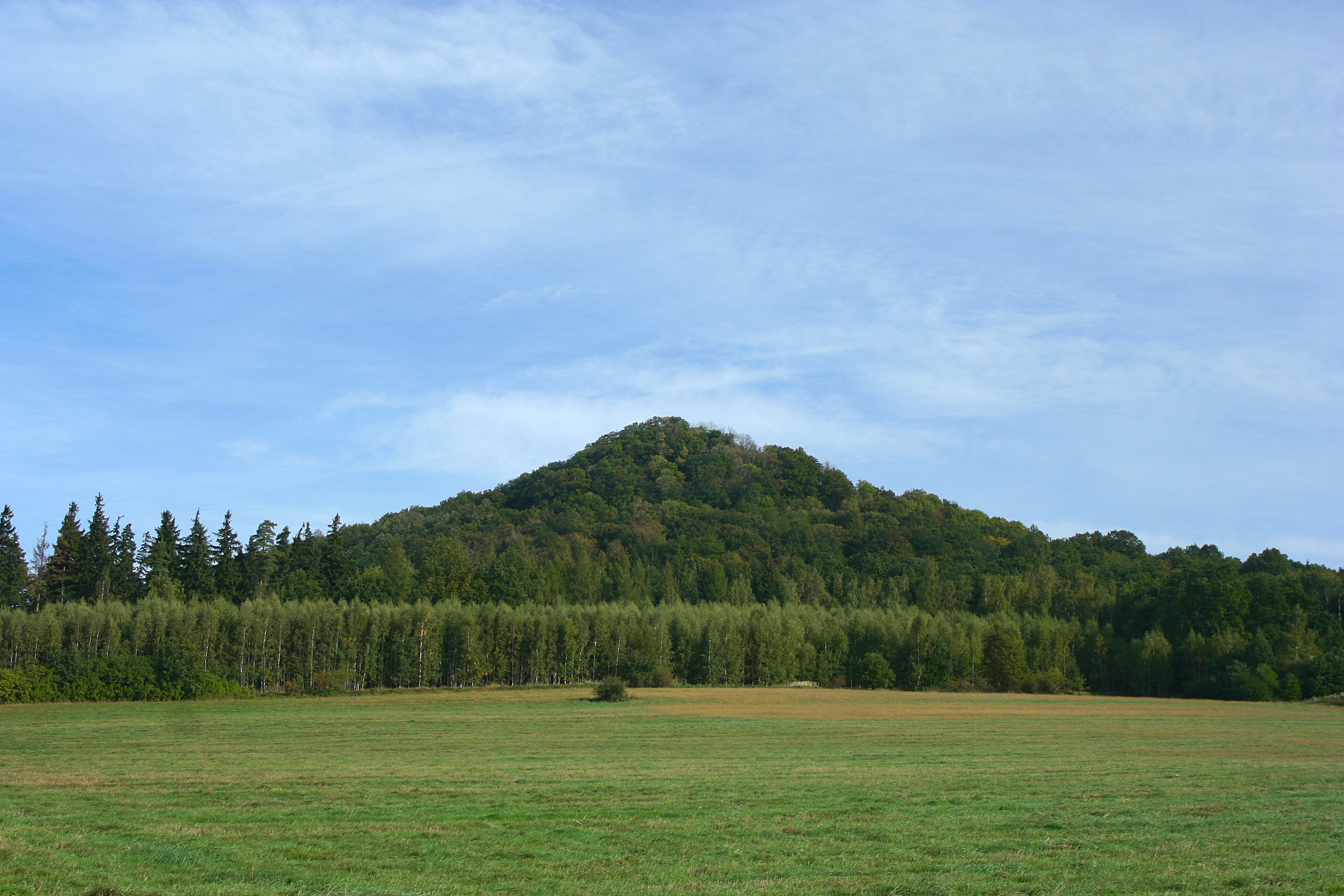
Ostrzyca

Szlak na odcinku między Sobotą, a Radomiłowicami, pokrywa się częściowo z Dzwonkową Drogą (Dzwonkową Ścieżką; niem. Klingelstraße). W średniowieczu trędowaci mieli obowiązek dzwonienia dzwonkiem bądź kołatką przebywając poza leprozarium i w trakcie marszu. W ten sposób informowali innych wędrowców, aby uniknąć zakażeniem trądem.

## Przebieg szlaku
Na podstawie turystycznej mapy szlaku:
- 0,0 km Dworek
- 3,7 km Sobota
- 8,7 km Radomiłowice
- 12,4 km podnóże Ostrzycy Proboszczowickiej